# Сан-Фермо-делла-Батталья
Сан-Фермо-делла-Батталья (итал. San Fermo della Battaglia) — коммуна в Италии, располагается в регионе Ломбардия, подчиняется административному центру Комо.
Население составляет 4186 человек, плотность населения составляет 1350,32 чел./км². Занимает площадь 3,1 км². Почтовый индекс — 22020. Телефонный код — 031.
Покровителем коммуны почитается святой Фирм, празднование 9 августа.